# الوجیو آنتونیو دل‌پینو دیاز
الوجیو آنتونیو دل‌پینو دیاز (به اسپانیایی: Eulogio Antonio Del Pino Diaz) (زاده ۱۹۵۶) سیاست‌مدار و مدیر ارشد اجرایی ونزوئلایی است، که در حال حاضر به‌عنوان مدیر عامل شرکت پترولئوس دی ونزوئلا فعالیت می‌نماید.